# Розенко Юрій Дмитрович
Юрій Дмитрович Розенко (нар. 7 березня 1938, Горлівка, Українська РСР) — радянський футболіст та український тренер, виступав на позиції нападника та півзахисника.

## Кар'єра гравця
Футбольну кар'єру розпочав 1958 року в складі харківського «Авангарду». Потім захищав кольори аматорського клубу «Бкревісник» (Мелітополь). У 1961 році прийняв запрошення першолігового запорізького «Металурга», в якому відіграв 7 років. Футбольну кар'єру завершив у 1968 році в футболці аматорського клубу «Метеор» (Запоріжжя).

## Кар'єра тренера
По завершенні кар'єри гравця розпочав тренерську діяльність. З 1974 по 1977 рік допомагав тренувати запорізький «Металург». Після цього працював з дітьми в футбольній школі запорізького «Металурга». З 185 по 1991 рік знову допомагав тренувати запорізький «Металург». У 1991 році очолив новостворене мелітопольське «Торпедо», яким керував до липня 1993 року. На початку 2002 року призначений на посаду головного тренера запорізького «Торпедо», яким керував до квітня 2003 року.

## Досягнення

### Відзнаки
- Заслужений тренер України[4]